# John Capel
Pour les articles homonymes, voir Capel.
John Capel (né le 27 novembre 1978 à Brooksville) est un athlète américain spécialiste du 200 mètres.

## Carrière sportive

### Athlétisme
Capel étudie à l'Université de Floride à Gainesville où il pratique par ailleurs le football américain au sein des Florida Gators. Il remporte le titre NCAA du 200 m en 1999. Vainqueur des sélections olympiques américaines 2000, il se classe huitième des Jeux de Sydney, avec de loin le plus mauvais temps de réaction (0,348 s). 
Il se distingue lors des Championnats du monde 2003 de Paris-Saint-Denis en remportant la finale du 200 mètres (20 s 30) devant son compatriote Darvis Patton, puis en s'imposant au titre du relais 4 × 100 m aux côtés de Bernard Williams, Darvis Patton et Joshua J Johnson.
John Capel remporte la médaille de bronze du 200 m lors des Championnats du monde 2005 d'Helsinki, s'inclinant face à ses compatriotes Justin Gatlin et Wallace Spearmon. En 2006, il est suspendu deux ans par l'IAAF après avoir été contrôlé positif au cannabis lors du meeting en salle de Birmingham.

#### Palmarès
| Date | Compétition           | Lieu     | Résultat | Discipline |
| ---- | --------------------- | -------- | -------- | ---------- |
| 2000 | Jeux olympiques       | Sydney   | 8e       | 200 m      |
| 2003 | Championnats du monde | Paris    | 1er      | 200 m      |
| 2003 | Championnats du monde | Paris    | 1er      | 4 × 100 m  |
| 2005 | Championnats du monde | Helsinki | 3e       | 200 m      |

#### Records personnels
| Épreuve | Date            | Lieu         | Temps   |
| ------- | --------------- | ------------ | ------- |
| 60 m    | 15 février 2003 | Fayetteville | 6 s 48  |
| 100 m   | 19 juin 2004    | Eugene       | 9 s 95  |
| 200 m   | 23 juillet 2000 | Sacramento   | 19 s 85 |